# 歐洲天竺鯛
歐洲天竺鯛（學名：Apogon imberbis），為輻鰭魚綱鈎頭魚目天竺鯛科天竺鯛屬的其中一個種。

## 分布
本魚分布於東大西洋區，包括地中海、維德角群島、亞速群島、幾內亞灣等海域。

## 深度
水深10－200公尺。

## 特徵
本魚體延長而側扁，眼大且大於吻，口大略下位，下顎、顎和犁骨上有成排的小絨毛狀牙齒。胸鰭長且達到臀鰭起點。前鰓蓋骨邊緣只具些微鋸齒狀，前鰓蓋骨脊平滑，體被櫛鱗，側線鱗22-30枚。身體與鰭呈紅色而頭部為粉紅色，背面與上表皮暗色的。沿著尾鰭基底具二或三個深色斑點,有時結合。背鰭硬棘7枚；背鰭軟條9至10枚；臀鰭硬棘2枚；臀鰭軟條8至9枚，體長可達15公分。

## 生態
本魚棲息於礁石區，白天躲藏於洞穴中，夜間出來覓食，獨居或偶成群，屬肉食性，以小型無脊椎動物或小魚為食。繁殖期時，雄魚具有口孵習性，卵約7日化成仔魚，由雄魚吐出，具短暫的仔魚飄浮期。

## 經濟利用
被利用來作餌魚，較不具經濟價值。